# Дубіна Влас
Влас Дубіна  — білоруський національний діяч, учасник Слуцького збройного повстання 1920 року.

## Біографія
Народився в селі Ісерна Слуцького повіту. У білоруському національному русі з 1917 року. Член БПСР, член Білнацкому Слуцька та товариства «Папороть-квітка» — керував наприкінці 1919 р. гуртком «Сільська Зірка» в селах Липники та Ісерна.
На з'їзді Случчини в листопаді 1920 обраний до складу Білоруської Ради Случчини. Після Слуцького збройного повстання — в Західній Білорусі.
Заарештовувався польською владою як інструктор Віленського Білнацкому за організацію національних шкіл, культурно-освітніх гуртків і білоруських кооперативів в Ошмянському та Лідському повітах, одночасно проводячи есерівську агітацію.
Під час виборів в Віленський сейм в 1922 році у «складі 33-х» висланий польською владою до Литви.
У 1923 повернувся до БРСР, працював в радгоспі села Гнійний Рак. Брав участь у ліквідаційному з'їзді БПСР в 1924 р. 1933 р. заарештований ГПУ і висланий за межі БРСР. Подальша доля невідома.